# Sayako Kuroda
Sayako Kuroda (黒田 清子, Kuroda Sayako) est le troisième enfant et l'unique fille de l'Empereur Akihito et de l'Impératrice consort Michiko du Japon. Elle est née le 18 avril 1969 à l'Hôpital de la Maison impériale, situé dans le jardin est du Kōkyo dans l'arrondissement de Chiyoda à Tokyo.
Elle est titrée à sa naissance, et jusqu'à son mariage en 2005, Son Altesse impériale la princesse impériale Sayako de Nori (紀宮 清子 内親王 殿下, Nori-no-miya Sayako naishinnō denka).

## Biographie

### Recherche en ornithologie
Elle et ses frères sont les premiers enfants d'un futur empereur à avoir été directement élevés par leurs parents, et non par des tuteurs et chambellans de l'Agence impériale.
Elle passe sa scolarité, comme tous ses frères, et traditionnellement les membres de la famille impériale et de l'ancienne aristocratie, au sein de la compagnie scolaire privée Gakushūin. Elle est diplômée en 1992 du département de langue et littérature japonaise de la Faculté de lettres de l'université Gakushūin. Depuis 1992, elle participe à des recherches à l'institut d'ornithologie de Yamashina, d'abord en tant qu'assistante puis en tant que chercheuse titulaire à mi-temps de 1998 à 2005.
Elle se spécialise surtout dans l'étude du martin-pêcheur d'Europe et a publié plusieurs ouvrages et articles sur l'habitat de cette espèce qu'elle étudie et observe dans les jardins du Palais impérial ou du domaine impérial d'Akasaka.

### Obligations officielles
La princesse Nori a représenté la famille impériale dans de nombreux voyages à l'étranger : elle a ainsi réalisé son premier déplacement officiel en août 1989, en Espagne. Elle a ainsi visité plus de 20 pays.
Tous les ans, le jour de son anniversaire, elle participait à une conférence de presse au cours de laquelle elle s'exprimait sur certains sujets d'actualité et répondait aux perpétuelles questions des journalistes sur l'éventualité d'un mariage. Étant la première princesse impériale à travailler et à être salariée, et résistant aux pressions de l'Agence impériale pour la pousser à se marier, déclarant en 1996 « ne plus vouloir parler de la question » et en 1997 son « envie d'y réfléchir avec précaution et de ne pas prendre de décision hâtive ». Elle devient ainsi un véritable symbole de toute une génération de femmes cherchant à justifier leur choix d'avoir une carrière professionnelle plutôt qu'une vie familiale dans un pays où il est difficile de faire les deux et où le modèle de la femme au foyer reste dominant, image renforcée lorsqu'elle défend cette transformation dans les choix de vie des femmes en 2000 : « Je pense que la diversité des choix de vie des femmes est un mouvement naturel suivant la tendance du temps ».

### Mariage
Le 30 décembre 2004, l'Agence impériale annonce officiellement les fiançailles de la princesse Sayako avec Yoshiki Kuroda, né le 17 avril 1965, urbaniste  au service du gouvernement métropolitain de Tōkyō et par ailleurs ami d'université du frère de la princesse, le prince Akishino. Leur relation avait été tenue secrète durant les deux années ayant suivi le moment où ils commencé se fréquenter, en 2003. La cérémonie traditionnelle shintō d'échange des vœux a lieu le 19 mars 2005, la bénédiction de l'union au sanctuaire impérial le 12 novembre et le mariage en tant que tel le 15 novembre, en présence de 120 invités dont les vingt-trois membres de la famille impériale et huit parents du marié. Elle est la première princesse impériale à épouser un « roturier ».
Comme le veut l'article 12 de la loi de la maison impériale, en vigueur depuis 1947, la princesse Sayako a dû pour cela abandonner ses titres et son appartenance à la famille impériale. Elle est devenue à cette occasion une citoyenne comme les autres, et a quitté le palais impérial pour vivre avec son époux dans l'appartement une pièce que celui-ci partageait déjà avec sa mère dans l'arrondissement de Shibuya, avant d'emménager en avril 2006 dans un duplex estimé à 110 millions de yens (environ 785 000 euros) à Mejiro dans l'arrondissement de Toshima, en face de Gakushūin.
Le conseil économique de la Maison impériale, présidé par le Premier ministre, lui a octroyé le 6 octobre 2005 152,5 millions de yens (environ 1,2 million d'euros) en dot, même si certains membres de cette institution ont jugé alors cette somme insuffisante, compte tenu du prix du foncier à Tōkyō.  Pour se familiariser avec son nouveau train de vie, l'Agence impériale lui a donné des cours de travaux domestiques (cuisine et nettoyage notamment), et elle a passé son permis de conduire le 21 octobre 2005.
Le couple n'a eu à ce jour aucun enfant.

### Après son mariage
En avril 2012, Sayako Kuroda a été nommée grande prêtresse du grand sanctuaire d'Ise pour aider sa tante, Atsuko Ikeda, prêtresse en chef du sanctuaire, qui a également été soumise aux conditions de la loi sur la maison impériale lors du mariage. Elle comptait parmi les invités lors d'un banquet organisé au Palais impérial de Tokyo en l'honneur du roi Philippe et de la reine Mathilde de Belgique en octobre 2016. Après son mariage, Kuroda a continué à apparaître lors de certaines occasions formelles avec d'autres membres de la famille impériale,. Elle a officiellement remplacé Atsuko Ikeda en tant que prêtresse suprême du sanctuaire d'Ise le 19 juin 2017.

## Relations avec la famille impériale
L'ancienne princesse Sayako était réputée très proche de sa famille, et notamment de sa mère qui déclare à l'occasion de la conférence de presse de son 71e anniversaire le 20 octobre 2005, soit quelques jours avant le mariage : « Sayako était une enfant qui la première venait me voir sereinement pour me dire : "Ne t'en fais pas" à chaque fois que j'étais déçue d'une erreur que j'avais commise ou en raison d'un évènement impromptu. Cette situation n'a pas changé jusqu'à aujourd'hui, et il est des fois où Sa Majesté (l'empereur) parle de Sayako en disant : "Que devient notre 'Miss Ne t'en fais pas'". Ô combien affectueusement nous nous rappellerons et aurons la nostalgie de ce tendre et réconfortant "Ne t'en fais pas" dans les jours à venir ». La princesse est ainsi vue comme un important soutien moral pour ses parents et en tout premier lieu pour l'impératrice qui a connu plusieurs périodes de dépression par le passé.
Bien que devenue une « roturière », le couple impérial a fait savoir que les relations entre eux et leur fille ne devaient en aucun cas s'interrompre, celles-ci perdant juste tout aspect officiel. Elle a ainsi continué à être invitée dans les résidences impériales de ses parents ou de ses frères.

## Titre
- 18 avril 1969 – 15 novembre 2005 : Son Altesse impériale la princesse Sayako, Princesse Nori
- 15 novembre 2005 - aujourd'hui : Madame Sayako Kuroda (mariage)

## Distinctions
Nationaux
- Grand-croix de l'ordre de la Couronne précieuse (18 Avril 1989).